# Фернандес Бордас, Антонио
Антонио Фернандес Бордас (исп. Antonio Fernández Bordas; 12 января 1870, Оренсе — 18 февраля 1950, Мадрид) — испанский скрипач и музыкальный педагог.
Учился в Мадридской консерватории у Хесуса де Монастерио, испытал также сильное влияние Пабло Сарасате. Гастролировал в различных странах Европы, в том числе как ансамблист (в составе фортепианного трио с Альфредом Корто и Андре Эккингом); в качестве солиста выступал в Бельгии с оркестром под управлением Эжена Изаи и в Англии с оркестром под управлением Генри Вуда. В Испании также выступал в ансамбле, в том числе в фортепианном трио с Мануэлем де Фальей и Виктором Мирецким. Затем, обосновавшись в Мадриде, занял кафедру скрипки в Мадридской консерватории (среди его учеников, в частности, Амадео Рольдан и Энрике Иньеста), а в 1921—1939 гг. был её директором. В период руководства Фернандеса Бордаса консерватория испытывала значительные трудности, лишившись постоянного помещения; Фернандес Бордас удерживал консервативную тенденцию в организации учебного процесса, обогатив, однако, преподавание несколькими курсами музыкального фольклора, которые вели Эдуардо Мартинес Торнер и Оскар Эспла. Эспла в 1936 г. был объявлен республиканским правительством преемником Фернандеса Бордаса, но так и не вступил в обязанности директора ввиду изменившегося положения на фронтах Гражданской войны, и Фернандес Бордас с почётом вышел на пенсию на рубеже 1939-1940 гг.